# Ільницький Олександр Юлійович
Олекса́ндр Ю́лійович Ільни́цький (30 січня 1889, Чорний Ардов (Чорнотисів з 1946 р.), нині Виноградівський район Закарпатської області — 1947, Томськ, РРФСР) — священик Мукачівської Греко-Католицької єпархії, директор єпископської канцелярії, викладач духовної семінарії, Капітулярний вікарій, Апостольський протонотаріус, протоієрей Капітули Мукачівської єпархії, мадярон, засновник та головний редактор газети «НедѢля», активно співпрацював з окупаційною угорською владою.

## Життєпис
Народився в сім'ї греко-католицького священика Юлія Ільницького і Мальвіни Бендас в с. Чорний Ардов (з 1946 р. — с. Чорнотисів). Після закінчення церковнопарафіяльної школи, батьки в 1900 році віддали його в гімназію м. Сотмар (тепер Сату-Маре, Румунія), але довершив середню освіту у 1908 році в Ужгородській гімназії. Здобувши середню освіту виявив бажання віддатися священичому служінню і продовжив навчання у Пряшівській духовній семінарії.

### Рукоположення
15 березня 1914 р. єпископ Мукачівської Греко-Католицької єпархії Антоній Папп в Ужгородському кафедральному храмі рукоположив у священство десять богословів: Барну Миколу, Бачинського Йоана, Ляховича Олександра, Натоля Антона, Ороса Івана, Сотака Миколу, Теребеша Стефана, Тінка Антона, Фірцака Юлія, серед яких був і Олександр Ільницький. Свою першу Службу Божу відслужив 22 березня 1914 р. в храмі Покрови Пресвятої Богородиці в с. Мирча (церква у с. Мирча була філією парохії с. Новоселиця) у співслужінні з о. Дутком Михайлом, парохом в с. Новоселиця Перечинського району (1905—1916 рр.). У 1914—1915 рр. працював сотрудником в с. Ільниця Іршавського району, 1915—1916 рр. був помічним священиком у с. Великі Лучки Мукачівського району.

### Душпастирська праця
1916 року, у віці 25 років, помирає дружина і о. Олександр повністю віддається роботі на славу Божу і спасіння пастви. В кінці 1916 р. єпископ Мукачівської єпархії, беручи до уваги роботу й уміння працювати з людьми, призначає о. Олександра секретарем єпископської Консисторії, функції якого той виконував до 1931 р. З 1917 по 1919 рр. у єпископській резиденції (палаті) о. Олександр виконує функції мажордома, а з 1919 по 1931 рр. — сотрудника і проповідника кафедрального храму в Ужгороді. У 1920 р. йому було довірено викладати «Закон Божий» в Ужгородській жіночій міській школі. 9 лютого 1930 р. єпископ Мукачівської єпархії Петро Гебей призначив о. Олександра Ільницького каноніком Капітули Мукачівської Греко-Католицької єпархії.

### Центральна Канцелярія оборони віри і Церкви
У 1924 р. єпископ Петро Гебей доручає о. Олександру Ільницькому організувати Центральну Канцелярію оборони віри і Церкви (ЦКОВ), призначивши його директором. Основною ціллю Канцелярії було те, щоб видавати й розповсюджувати між народом апологетичні (вірооборонні) статті, книги, християнську католицьку літературу, а також вести роз'яснювальну працю. За активну й віддану душпастирську діяльність уже 1921 р. єпископ Антон Папп відзначає о. Олександра титулом радника єпископської Консисторії. Перший Віденський арбітраж 2 листопада 1939 року розділив єпархію на дві частини. Невдовзі Мукачівська єпархія воскресла й об'єдналася (крім 42-х так званих «словацьких» парохій, які підпали під юрисдикцію Пряшівського греко-католицького єпископа). Після смерті прелата-протоієрея Капітули Мукачівської єпархії монсеньйора д-ра Василя Гаджеги (15 березня 1938 р.) Святійший Отець Пій XII на вакантне місце призначив о. Олександра Ільницького, а єпископ Олександр Стойка в той час призначає його продиректором Ужгородської духовної семінарії. 23 грудня 1938 р. у с. Великі Лучки під головуванням Олексія Марковича були проведені сільські збори, на яких о. Олександр Ільницький був обраний почесним громадянином села. Диплом почесного громадянина йому вручили в урочистій обстановці перед Службою Божою, після чого о. Олександр у церкві виголосив проповідь

### Священник–урядовець та Капітулярний вікарій
30 червня 1939 р. о. Олександра Ільницького регент Угорщини Міклош Горті призначає довічним членом верхньої палати Угорського парламенту. В кінці 1939 р. угорські загарбники призначають Ільницького головним радником регентського комісаріату Карпатської території (Підкарпаття). Будучи членом Верхньої Палати угорського парламенту та головним радником регентського комісара, Ільницький регулярно (раз у місяць) повідомляв прем'єр-міністра Угорщини про діяльність крайових державних установ, поведінку тутешнього депутатського корпусу, політичні настрої місцевого населення. Ільницький неодноразово бував на аудієнціях у регента М. Горті.
Олександр Ільницького, разом з мадяронами о. Юлієм Мариною та Степаном Фенциком, як члени Вищої Палати угорського парламенту, підписали так званий «Маніфест», в якому заявили, що «угоро-русини» цілком задоволені угорським правлінням, і тому не домагаються жодної автономії чи створення якогось окремого автономного краю.
У 1940 року з ініціативи єпископа Олександра Стойки під керівництвом каноніка Олександра Ільницького було створено організацію греко-католицької молоді (як філія всеугорської КАЛОТ). Вона об'єднувала юнаків та дівчат віком 16–24 роки і нараховувала до восьми тисяч прибічників. Головним завданням організації вважалося виховання молоді у дусі «святостефанських ідеалів».
1 лютого 1940 року на загальних зборах спортивного клубу «Русь» в Ужгороді його обирають головою цього клубу, того ж року був нагороджений Хрестом народної оборони. 3-го червня 1942 р. на загальних зборах мадяронського «Подкарпатского общества наук» замість професора мадярона Антона Годинки було вибрано головою о. Олександра Ільницького. Функції голови названого товариства виконував до жовтня 1944 р. Апостольський Престол у 1940 р. присвоює йому звання папського протонотаря. Після смерті єпископа Олександра Стойки (31 травня 1943 р.) члени Капітули, згідно з церковними законами, 2 червня 1943 р. обирають о. Олександра Ільницького Капітулярним вікарієм, функції якого виконував до 12 лютого 1944 р. Крім того, о. Олександр відомий як літературно-публіцистичний, апологетичний (вірооборонний) і доброчинний діяч.

### Поневіряння, арешти, смерть
Заарештований 8 березня 1945 року в Будапешті, та етапований в Ужгород у камеру слідчого ізолятора Закарпатського обласного КДБ. Олександра Ільницького звинуватили у колабораціонізмі з окупаційною угорською владою, виступав за встановлення на Підкарпатті фашистсько-угорського окупаційного режиму, за що угорськими окупантами був призначений радником регентського комісаріату Підкарпатської території і членом верхньої палати угорського парламенту. За це військовим трибуналом прикордонних військ МВС Закарпатського округу 9-10 червня 1946 року був засуджений до 20 років каторжних робіт з поразкою в правах на 5 років і конфіскацією належного йому майна. Покарання відбував у таборі під Томськом, де у 1947 році помер. Про цей тип таборів канонік о. Стефан Бендас згадує так: «… Я випробував на своїй шкірі, так як додому повернувся раніше строку з каторжного табору як непрацездатний інвалід. У цьому таборі замість імені я мав нашитий знак „СКК-46“, де букви КК указували на цей тип таборів». Отець Олександр Ільницький реабілітований 7 серпня 1990 р.

## Політичні погляди
Олександр Ільницький був мадяроном, виступав за культурний, економічний та політичний союз русинів з угорцями. Він був категорично проти ідей про входження Закарпаття до складу Чехословаччини чи будь-якої держави окрім Угорщини. Виступав проти надання автономії краю в складі Угорського королівства.
| Русинов треба передовсем освободити от всех остатков из чужины занесенных протягом двох десятилет культурных напрямов — тоесть из русина треба переже зробити русина, что бы потом душевно приобразовати его в носителя угорской идеи, что бы научити его кооперовати з мадьярским народом, что бы умив не лишь жити, але если треба — и умерти за тысяилитню святостефанску отчизну[7]. |
Постійно піддавав критиці діяльність українофілів, зокрема Авґустина Волошина та проголошення Карпатської України. Вороже ставився до усього українського.

| Карпатска территория не мае нич общого с Украиною; тут все русины жили и живуть, котрых с великороссами и украинцями только славянское происхождение вяже, но которых отделяе от них в темпераменти в религийных и народных обычаях, в традициях, а, особливо, в вопросе спольной судьбы сильна стина, непоколебима стина тысячолетной мадярско-руськой истории[8]. |

## Письменницька спадщина[2]
- Прощальное слово к Великолучанским вірникам. — Унгвар, 1917.
- Может-ли быти розумный человік безбожником. — Ужгород, 1938.
- Памятная книга по ювилейному римскому паломничеству Подкарпатских русинов св. года 1925. — Ужгород, 1925.
- Что дает коммунізм русинам на Подкарпатю. — Ужгород, 1927.
- Все для большой славы Христа-Царя (три казки). — Ужгород, 1929.
- Начто сповідатися. — Ужгород, 1929.
- Як зыскати ювилейный отпуст. — Ужгород, 1934—1935.
- Банга Б. Велика обітниця св. Серца Ісуса / Перевод з мадярського. — Ужгород, 1926.
- Яку правду мають адвентисты-субботники. — Ужгород, 1932.
- Где суть мертві. — Ужгород, 1933.
- Божа гарфа. — Ужгород, 1933.
- Статут Міссійного Союза Духновича. — Ужгород, 1938.